# Patsy at School
Patsy at School è un cortometraggio muto del 1914 diretto da Percy Winter. Interpretato da Clarence Elmer, il film fa parte di una serie intitolata Patsy Bolivar prodotta dalla Lubin Manufacturing Company.

## Produzione
Il film fu prodotto dalla Lubin Manufacturing Company.

## Distribuzione
Distribuito dalla General Film Company, il film uscì nelle sale cinematografiche USA il 28 dicembre 1914.